# Dick MacNeill
Richard „Dick“ MacNeill (* 7. Januar 1898 in Pasuruan, Niederländisch-Indien; † 3. Juni 1963 in Heemstede) war ein niederländischer Fußballtorhüter. Er spielte für HVV Den Haag und war 1920 in sieben Begegnungen Torhüter der niederländischen Nationalmannschaft.
MacNeills Länderspielkarriere begann, nachdem sich sein Vorgänger im niederländischen Tor, Just Göbel, eine Augenverletzung zugezogen hatte und eine Brille tragen musste. Göbel zog sich darauf aus dem aktiven Sport zurück, und MacNeill konnte am 5. April 1920 sein Debüt in Oranje geben. Im Freundschaftsspiel gegen Dänemark in Amsterdam hielt er sein Tor sauber, die Niederländer gewannen 2:0. MacNeill wurde in den Kader für die Olympischen Spiele in Antwerpen berufen. Er stand in allen Partien im Tor der Niederlande. Die Elftal verlor das Halbfinale gegen Gastgeber Belgien mit 0:3, durfte jedoch, da die Tschechoslowaken nach dem abgebrochenen Finale gegen Belgien disqualifiziert wurden, gegen Spanien um Platz zwei spielen. Nach einer 1:3-Niederlage konnten die Niederländer die Bronzemedaille mit auf die kurze Heimreise nehmen. Das nächste Länderspiel fand erst ein halbes Jahr später statt; MacNeill stand nun nicht mehr im Aufgebot, Henk van Tilburg übernahm den Platz im Oranje-Tor.